# كلاتة مزار (غناباد)
كلاتة مزار (بالفارسية: کلاته مزار) هي قرية تقع في قسم بسكلوت الريفي في إيران. يقدر عدد سكانها بـ 7 نسمة بحسب إحصاء 2016.